# Patrícia Hmírová
Patrícia Hmírová, née le 30 novembre 1993 à Čadca en Slovaquie, est une footballeuse internationale slovaque évoluant au poste d'attaquante.

## Biographie

### En club
Sýkorová commence sa carrière au FK REaMOS Kysucký Lieskovec. Ensuite, elle passe deux ans chez les jeunes du ŠKF Žirafa Žilina, où elle fait ses débuts en équipe première lors de la saison 2010-2011.
À l'été 2012, elle annonce, avec sa collègue de club Patrícia Fischerová, son départ de Slovaquie, pour le 1. FC AZS AWF Katowice, club alors en Ekstraliga. Par la suite, elle fait 2 autres passages en Pologne, au Mitech Żywiec et au Górnik Łęczna, avant de signer en 2016 en Suisse, au FC Neunkirch.
En 2021, elle signe à l'Apollon Limassol à Chypre.

### En équipe nationale
Hmírová est la capitaine de l'équipe nationale slovaque des moins de 19 ans et fait ses débuts en équipe de Slovaquie le 20 juin 2012 contre l'Ukraine dans le cadre des éliminatoires pour l'Euro 2013 (défaite 0-2). Cinq jours plus tard, elle inscrit son premier but en sélection nationale contre l'Estonie, toujours dans le cadre des éliminatoires pour l'Euro 2013 (victoire 0-2).
La joueuse est sélectionnée en équipe de Slovaquie lors des éliminatoires du mondial 2019.

## Palmarès
Apollon Limassol :
- Championne de Chypre : 2021-2022
- Coupe de Chypre : 2021-2022